# Stijepo Perić

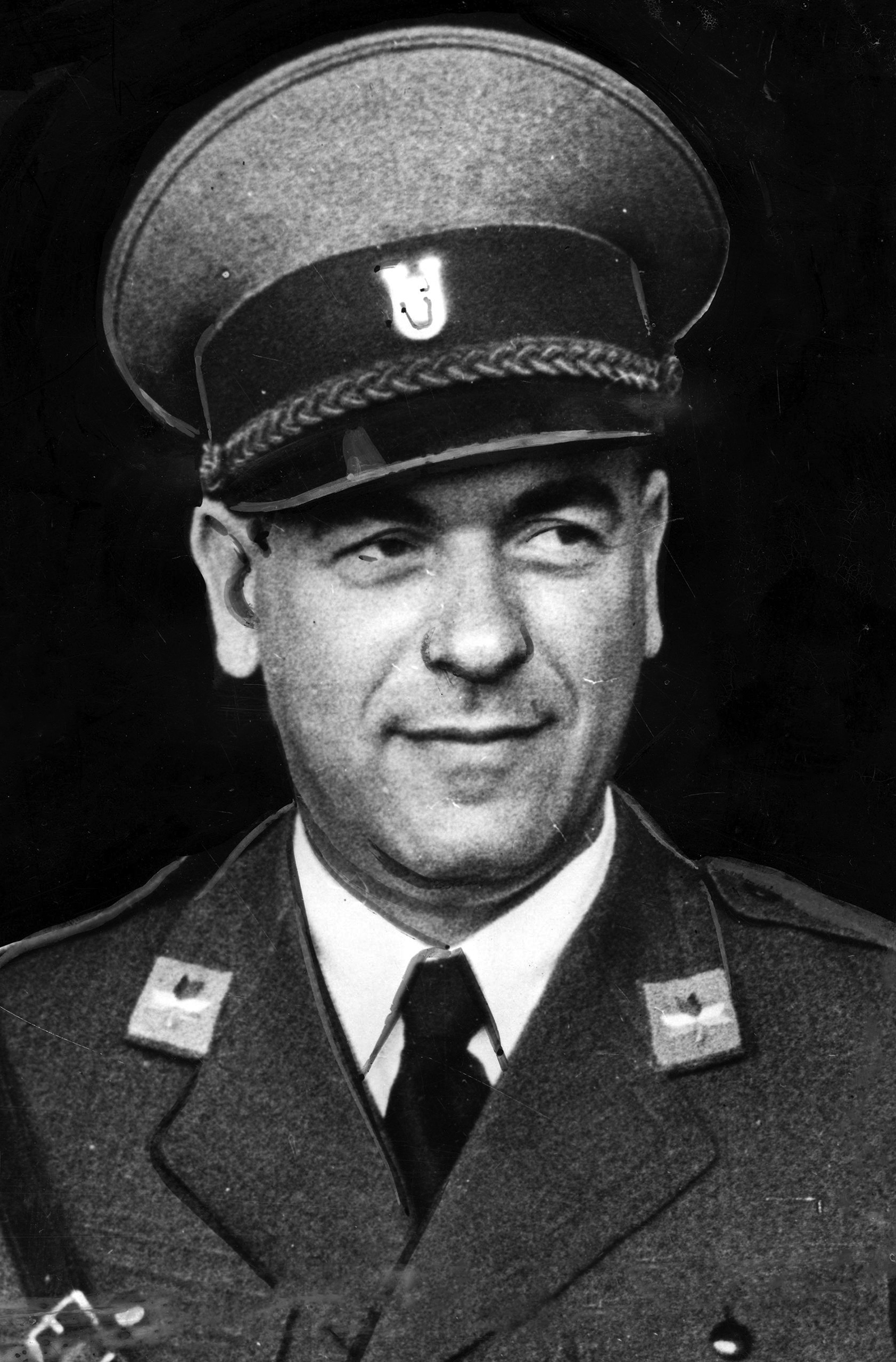
Stijepo Perić (Juni 1941)

Stijepo Perić (* 12. Oktober 1896 in Broce bei Ston; † 12. Juni 1954 in Buenos Aires) war ein jugoslawischer Rechtsanwalt und Politiker (HSP) sowie Diplomat und Außenminister des Unabhängigen Staates Kroatien.

## Leben
Perić wurde am 12. Oktober 1896 in Broce bei Ston in Dalmatien geboren. Er besuchte die Gymnasien in Dubrovnik, Kotor und Split. Nach dem Abitur studierte er Rechtswissenschaften an der Juristischen Fakultät in Zagreb. Als Rechtsanwalt ließ er sich in Dubrovnik nieder, wo er eine Anwaltskanzlei eröffnete. Schon in jungen Jahren war er extrem kroatisch orientiert und trat in den Kampf gegen den jugoslawischen Unitarismus und die zentralistische Vidovdan-Verfassung ein. Als er 1927 in die Nationalversammlung gewählt wurde, wurde er im Wahlkreis Dubrovnik auf die Wahlliste des Kroatischen Blocks gesetzt, der sich aus Kandidaten der föderalistischen Kroatischen Bauernpartei (HSS) und der nationalistischen Partei des Rechts (HSP) zusammensetzte. Er stand für die HSP gemeinsam mit Ante Pavelić auf der Wahlliste, wurde jedoch nicht zum Abgeordneten gewählt, da in Süddalmatien die HSS die Wahlen gewann.
Nach dem Balkanfeldzug der Wehrmacht 1941 war Perić von 1941 bis 1943 Botschafter des Ustascha-Staats in Rom. Nach der Kapitulation Italiens war er vom 5. November 1943 bis 2. Mai 1944 Außenminister. Von dem Posten des Außenministers wurde Perić von Ante Pavelić entlassen, nachdem Perić in einem scharfen Notenwechsel mit Berlin gegen das von der 7. SS-Freiwilligen-Gebirgs-Division „Prinz Eugen“ begangenen Massaker von Otok protestiert hatte. Beim 7. Nürnberger Prozess gegen die Kriegsverbrecher wurde die Zahl der Opfer des Massakers vom 28. März 1944 mit 2.014 Toten in 22 Dörfern beziffert. Kroatische Männer, Frauen und Kinder wurden hiernach regelrecht niedergemetzelt, die Dörfer geplündert. Danach lebte Perić in der Schweiz und der Slowakei. Ende April 1945 ging er nach Italien und verblieb in verschiedenen alliierten Lagern. Im Mai 1945 wurde er von den Amerikanern verhört und wieder aus dem Gewahrsam entlassen; er soll zudem ein Schreiben des Roten Kreuzes besessen haben, der seine Hilfe für verfolgte Juden bescheinigt hat. Perić floh 1947 aus einem der Lager und lebte später bis zu seinem Tod in Argentinien.